# Papilio gallienus
Papilio gallienus là một loài bướm thuộc họ Papilionidae. Nó được tìm thấy ở Nigeria, Cameroon, Congo và vùng miền trung Cộng hòa Congo.

## Hình ảnh

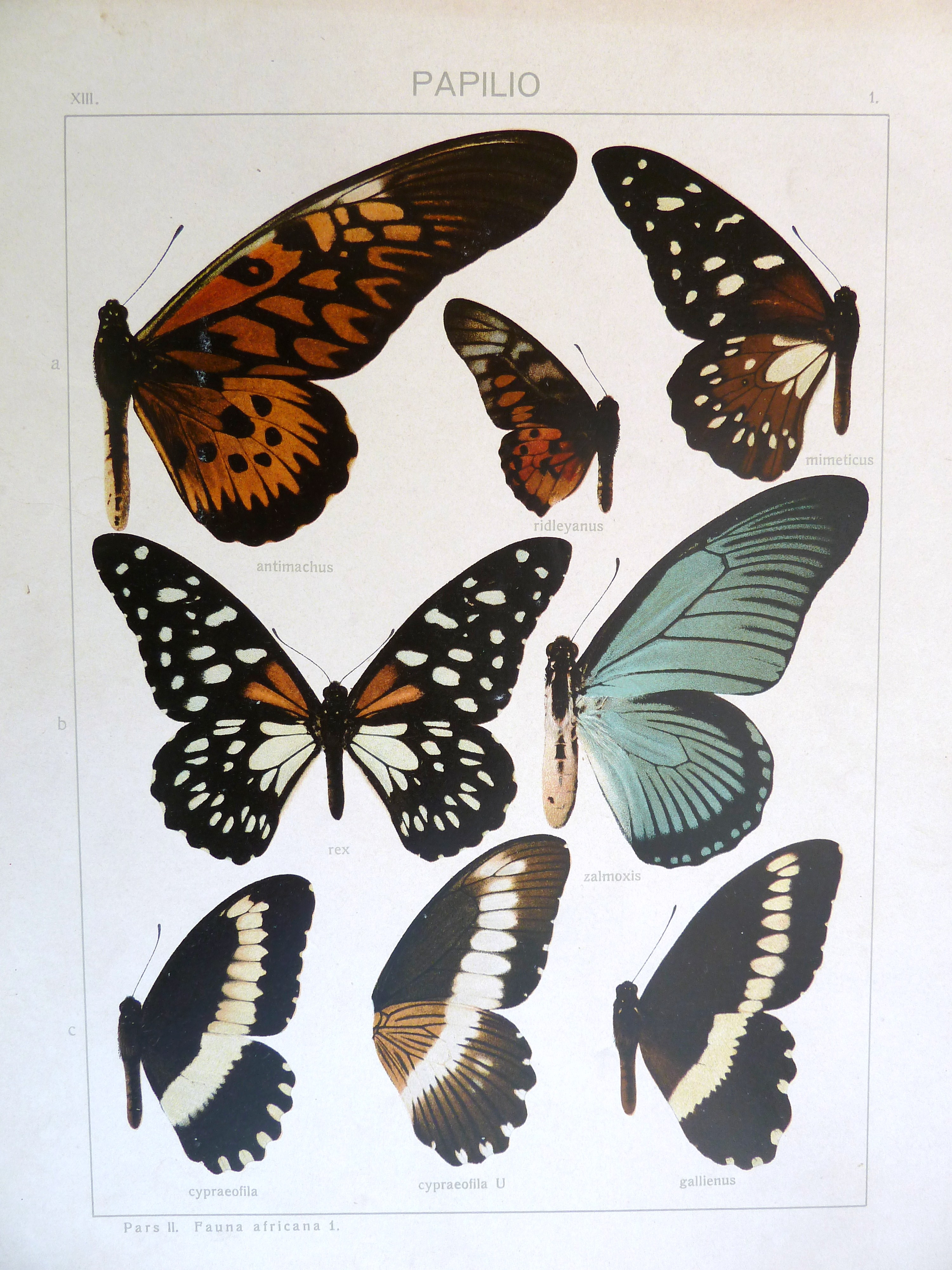